# Gražina Šmigelskienė
Gražina Šmigelskienė (*  29. Juli 1964  in Tiltiškiai, Rajongemeinde Zarasai) ist eine litauische Politikerin und Journalistin.

## Leben
Von 1971 bis 1982 lernte sie in der Mittelschule Salakas bei Zarasai. Nach dem Abitur absolvierte sie 1987 das Diplomstudium der Journalistik an der Vilniaus universitetas.
Ab 1987 arbeitete sie in der Zeitung „Kolektyvinis darbas“ ("Kollektive Arbeit") als Korrespondentin in der Rajongemeinde Anykščiai, ab 1991 in der Zeitung „Anykšta“ als Redakteurin, Direktorin im Unternehmen UAB „Anykštos redakcija“.
Von 2000 bis 2003 war sie Mitglied im Rat Anykščiai und 2004 im Seimas.
Seit 1999 ist sie Mitglied der Lietuvos socialdemokratų partija.